# Орловка (Залегощенский район)
Орловка — деревня в Залегощенском районе Орловской области России. Входит в состав Нижнезалегощенского сельского поселения.

## География
Деревня находится в центральной части Орловской области, в лесостепной зоне, в пределах центральной части Среднерусской возвышенности, на левом берегу реки Неручи, к западу от автодороги 54А-1, на расстоянии примерно 2 километров (по прямой) к северо-востоку от посёлка городского типа Залегощь, административного центра района. Абсолютная высота — 173 метра над уровнем моря.

### Часовой пояс
Деревня Орловка, как и вся Орловская область, находится в часовой зоне МСК (московское время). Смещение применяемого времени относительно UTC составляет +3:00.

## Население
| 1857 | 1859 | 1915 | 2010 |
| ---- | ---- | ---- | ---- |
| 599  | ↘531 | ↗971 | ↘38  |

### Половой состав
По данным Всероссийской переписи населения 2010 года в гендерной структуре населения мужчины составляли 55,3 %, женщины — соответственно 44,7 %.

### Национальный состав
Согласно результатам переписи 2002 года, в национальной структуре населения курды составляли 52 % из 92 чел., русские — 44 %.